# Американський ніндзя
«Американський ніндзя» (англ. American Ninja) — пригодницький бойовик. Це перша велика і головна роль маловідомого до цього актора Майкла Дудікоффа.
В СРСР фільм поширювався на відеокасетах в авторських «одноголосих» перекладах Андрія Гаврилова та Василя Горчакова.

## Сюжет
Джо Армстронг, 18-и річний рядовий філіппінського загону армії США, супроводжує військовий конвой, який піддається нападу бандитів. В одному з них Джо впізнає чорного воїна-ніндзя. Обороняючись, він інстинктивно починає використовувати техніку ніндзюцу. Це викликає підозру у командира його загону і решти солдатів. Розплутуючи павутину темних інтриг, Джо залишається один в битві з корупцією навколо нього. Зрештою, в глибині непрохідних джунглів, Джо розкриває таємницю власного минулого, таємницю, яка веде його до останнього бою із зловісним ватажком Чорних Ніндзя.

## У ролях
- Майкл Дудікофф — рядовий Джо Армстронг
- Стів Джеймс — капрал Кертіс Джексон
- Джуді Аронсон — Патрісія Хікок
- Гуч Кук — полковник Вільям Хікок
- Джон Фудзіока — Шиніакі
- Дон Стюарт — Віктор Ортега
- Джон ЛаМотта — старший сержант Рінальдо
- Тадасі Йамашіта — Чорний Ніндзя
- Філліп Брок — рядовий Чарлі Медісон
- Тоні Карреон — старий колумбієць
- Рой Вінзон — молодий колумбієць
- Манолет Ескадеро — особистий охоронець
- Грег Росеро — особистий охоронець
- Берто Спор — особистий охоронець
- Майкл Хекбарт — особистий охоронець
- Джеррі Бейлі — головний викрадач
- Рой Бетлівела — водій вантажівки
- Джим Гейнс — водій вантажівки
- Стів Кук — водій вантажівки
- Брайан Робілліард — водій вантажівки
- Зенон Джил — водій вантажівки
- Віллі Вільямс — солдат 1
- Крістіан Хосс — солдат 2
- Джоі Гальвес — офіцер військової поліції
- Нік Ніколсон — черговий офіцер
- Ерік Хан — сержант
- Річард Нортон — військовий поліцейський
- Генрі Стрцалковскі — (в титрах не вказаний)

## Цікаві факти
- У 1988 році в Боллівуді був знятий фільм рімейк (або ж плагіат) — «Коммандос», який копіює основний сюжет оригінального фільму. Головні ролі виконали Мандакіні і Мітхун Чакраборті. Відмінна лише кінцівка і мотивація головного героя. У фільмі широко використовується музична тема, «позичена» з іншого знаменитого кінофільму — кіносаги «Зоряні війни».
- У фільмі налічується 114 «екранних трупів».